# Бакеу-де-Міжлок
Бакеу-де-Міжлок (рум. Bacău de Mijloc) — село у повіті Арад в Румунії. Входить до складу комуни Бата.
Село розташоване на відстані 356 км на північний захід від Бухареста, 63 км на схід від Арада, 145 км на південний захід від Клуж-Напоки, 71 км на схід від Тімішоари.

## Населення
За даними перепису населення 2002 року у селі проживали 200 осіб, з них 198 осіб (99,0%) румунів. Рідною мовою 198 осіб (99,0%) назвали румунську.